# Tractat d'Aquisgrà (1668)
El Tractat d'Aquisgrà, anomenada també Pau d'Aquisgrà, és un tractat de pau que es va firmar el 2 de maig de 1668 a la ciutat d'Aquisgrà al final de la Guerra de Devolució entre França i Espanya. Va comptar amb la mediació de la Triple Aliança de la Gran Bretanya, les Províncies Unides i Suècia en el Primer Congrés d'Aquisgrà.
En aquest tractat Lluís XIV de França va guanyar Lilla, Armentières, Douai, Bergues i altres territoris al comtat de Flandes, un dels territoris més importants i rics dels Països Baixos espanyols. A canvi, Carles II de Castella va recuperar el Franc Comtat, territori que perdria poc temps després.